# リツヤ湾
座標: 北緯58度38分13秒 西経137度34分23秒 / 北緯58.63694度 西経137.57306度

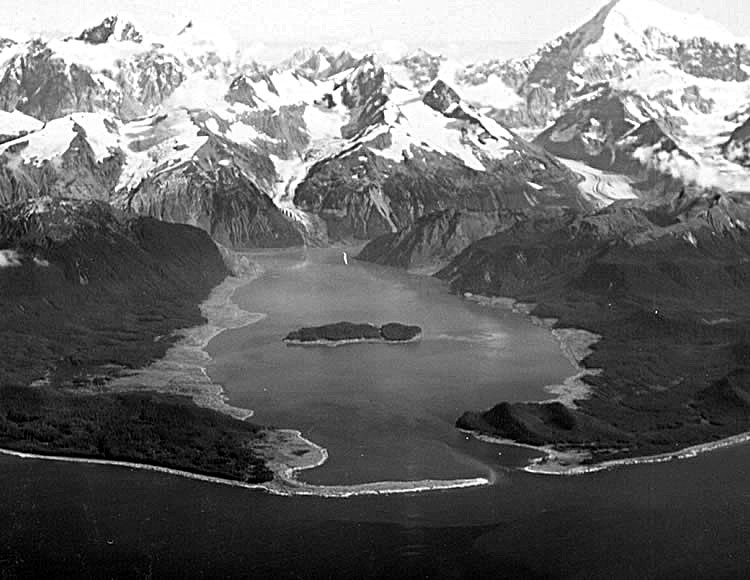
1958年の津波の翌週に撮影されたリツヤ湾。

リツヤ湾（Lituya Bay）とは、北アメリカ大陸の北西部、アメリカ合衆国のアラスカ州の南東部に存在する、太平洋に面した小さな湾の1つである。アラスカ州の州都ジュノーの西方約200kmに位置する。氷河に削られて形成された急峻なフィヨルドで奥行き約12km、幅約3kmと細長く、湾の奥でT字型に曲がった両側から氷河が流れ込んでいる。
1786年7月にフランスの探検家ラ・ペルーズによって初めて調査されフランセ湾と名付けられた。この際に湾口付近の測深に向かった2隻のボートが激しい潮流にさらわれ転覆し、乗員21名が落命する事故が起きた。犠牲者の死を悼んで湾の中央に浮かぶ島の名は墓碑を意味するセノタフ島とされた。
1958年7月10日にアラスカで起きたM7.7の地震により、湾の奥で大規模な山体崩落が発生し、湾内の岸は高さ500m以上に及ぶ津波に見舞われた。これは波高の点でこれまでの記録に残る最大の津波とされている（発生の直接的な要因は地震ではなく山体崩落であり、地震津波と呼べるかについては諸論ある。詳細は津波とリツヤ湾大津波の項を参照）。